# Renault Espace F1
El Espace F1 es un prototipo de automóvil diseñado en colaboración entre Renault y Matra. Presentado en el Salón del Automóvil de París en 1994, para celebrar los diez años de comercialización de Espace, adopta las formas generales del Espace II.

## Descripción

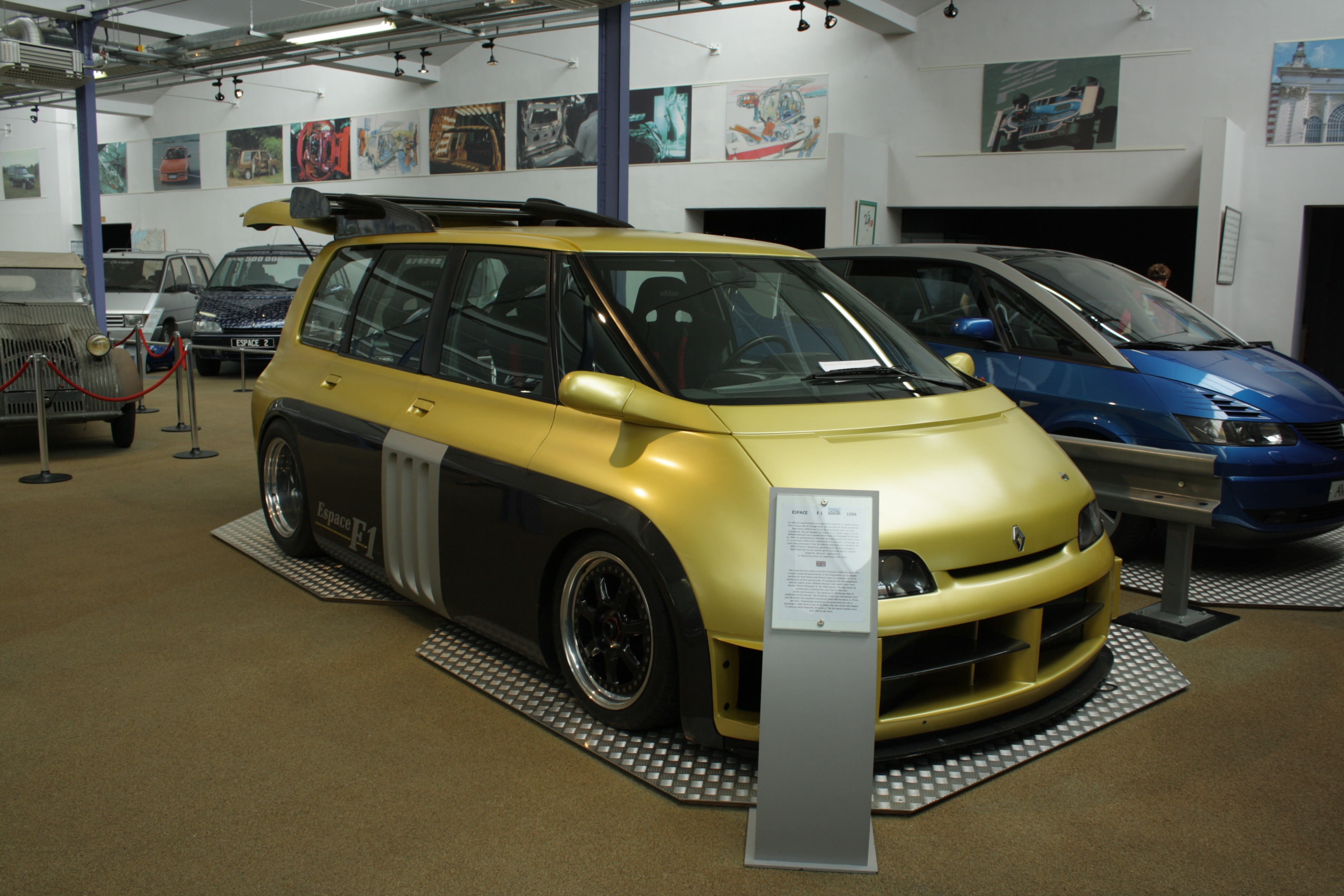
Espace F1 rodante

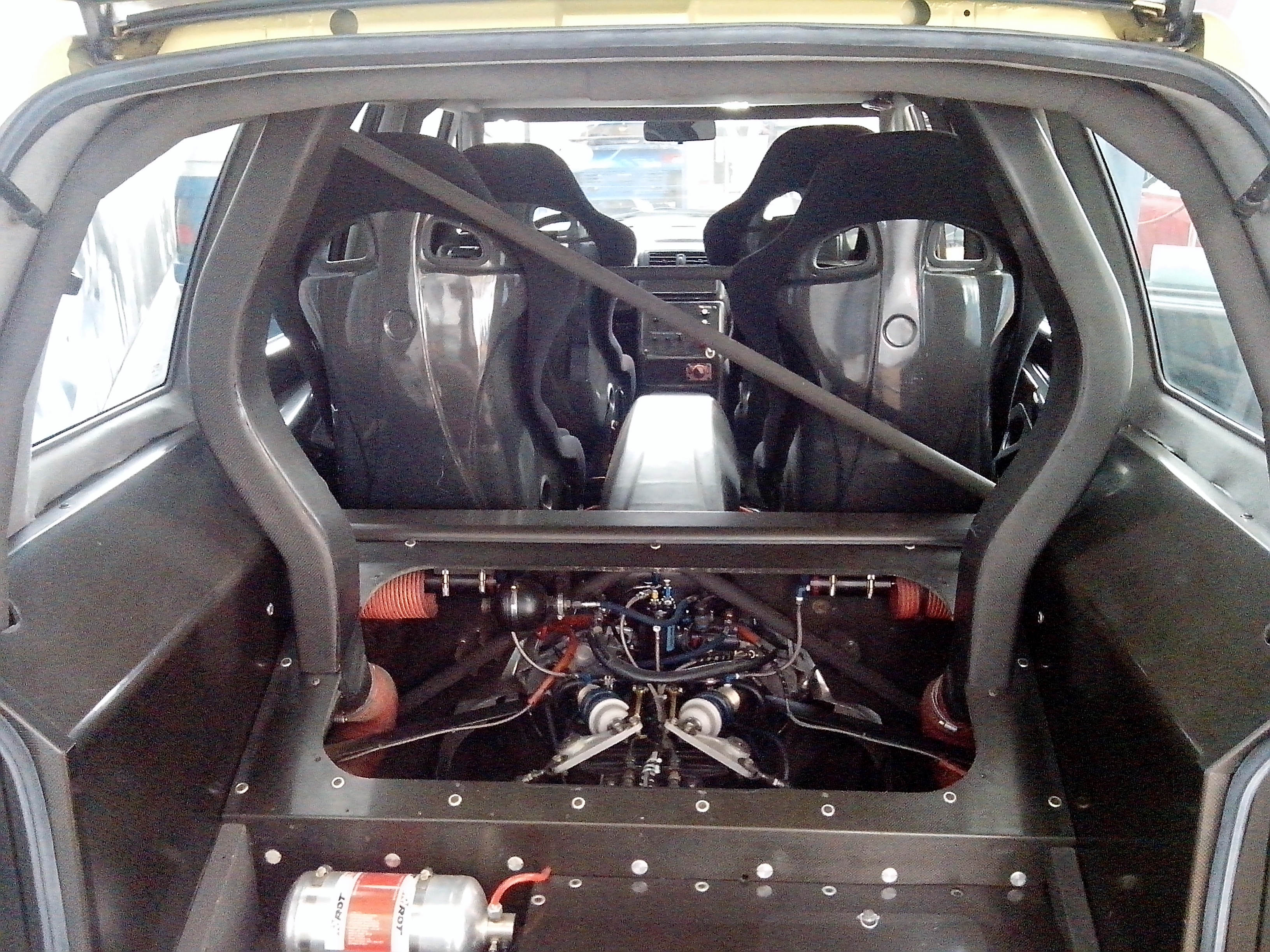
Compartimiento del motor

El Espace F1 utiliza un motor RS5, 10 cilindros en V de 3500 cm³ y 40 válvulas de 820 ch, idénticas a las que equipa el Williams FW15C. Se asocia con una caja de cambios semiautomática de seis velocidades con controles en el volante.
El chasis está hecho de carbono con una estructura de panal de aluminio y un cuerpo de fibra de carbono.
El frenado es proporcionado por cuatro discos de carbono ventilados con neumáticos Michelin.
Los cuatro ocupantes están sentados en asientos de cubo, atados con arneses de tres puntos. La pintura es amarilla con los alféizares y las puertas están pintadas en negro 3/4. En el techo, hay una aleta negra.
El modelo estático ve la aparición de dos balizas naranjas. Estos están dispuestos en el alerón trasero. El modelo rodante no lo tiene.

## Rendimiento
- De 0 a 200 km/h en 6,9 s;[1]
- Velocidad máxima: más de 300 km/h en circuito.[1]
- 300 km/h hasta 70 km/h: 80 metros

## Producción
Se han producido dos copias de Espace F1:
- El primero se conserva en el Museo Matra en Romorantin.[2] Este es el modelo que se ha utilizado para exposiciones de pista. Las tomas de aire son más grandes. Los clips de fijación del capó son visibles;
- La segunda figura de la colección Renault en Flins[3] y sirvió como modelo estático. Las tomas de aire del parachoques delantero están rodeadas de aluminio. Las llantas tienen un diseño diferente al primero, similar a las ruedas lenticulares.